# Lembit Oll
Pour les articles homonymes, voir Oll.
Lembit Oll, né le 23 avril 1966 à Kohtla-Järve et mort le 17 mai 1999 à Tallinn, est un grand maître d'échecs estonien.

## Biographie
Lembit Oll est champion d'Estonie en 1982 et champion d'URSS junior en 1984. Il obtient le titre de maître international en 1983 et celui de grand maître en 1990. Il a régulièrement défendu les couleurs de son pays aux Olympiades d'échecs et aux championnats d'Europe par équipe. Son plus haut classement Elo de 2655 date de 1998. Son dernier tournoi date de 1999 à Nova Gorica, ou il est 2e ex æquo.
Il atteint le troisième tour lors du Championnat du monde de la Fédération internationale des échecs 1997-1998 à Groningue.
Oll a sombré dans une grave dépression nerveuse après son divorce et s'est suicidé par défenestration. Il est enterré à Tallinn, non loin de son compatriote Paul Keres.

## Victoires en tournoi
- Helsinki en 1989, 1991 et 1995
- 1989 :
  - Espoo,
  - le tournoi zonal de Tallinn,
- 1990 : Terrassa,
- 1991 : Sydney,
- 1992 : Séville,
- 1993 : Vilnius, La Haye, Anvers,
- 1994 : New York (ex æquo avec Jaan Ehlvest),
- 1995 : Riga (tournoi zonal),
- 1996 : Saint-Pétersbourg (mémorial Tchigorine, ex æquo avec Alekseï Fiodorov).
- 1997 :
  - Køge,
  - Szeged (1er ex aequo),
  - Hoogeveen (tournoi open, ex æquo avec Psakhis et Rogers).

## Olympiades
Oll a représenté l'Estonie à quatre reprises aux Olympiades d'échecs :
- En 1992, au 2e échiquier à Manille (+7 -1 =6)
- En 1994, au 1er échiquier à Moscou (+3 –2 =8)
- En 1996, au 2e échiquier à Erevan (+2 –1 =9)
- En 1998, au 1er échiquier à Elista (+1 –0 =7)[2].

## Partie remarquable
- (en) Oll-Nikolic 1996 sur ChessGames.com